# Africa’s Small, Medium and Micro Enterprises Award
Dieser Artikel wurde aufgrund inhaltlicher und/oder formaler Mängel auf der Qualitätssicherungsseite des Portals Wirtschaft eingetragen. 
Du kannst helfen, indem du die dort genannten Mängel beseitigst oder dich an der Diskussion beteiligst.
Africa’s Small, Medium and Micro Enterprises Award (kurz auch: SMME) ist ein jährlich stattfindender Wettbewerb des südafrikanischen Africagrowth Institutes für mittelständische Unternehmen auf dem afrikanischen Kontinent. Im Afrikaans ist der Wettbewerb unter dem Namen Afrika Klein, medium- en mikrogrootte-ondernemings (kurz: KMMO) bekannt.
Seit der ersten Verleihung 1998 hat sich der SMME Award zu dem wichtigsten und derzeit noch einzigen Wirtschaftspreis auf dem afrikanischen Kontinent entwickelt. Die SMME-Auszeichnungen werden in sechs Kategorien auf die dort jeweils erfolgreichsten 25 Unternehmen verteilt. Unter den jeweiligen Siegern aller Kategorien wird dann ein letzter ausgewählt, welcher schließlich den Africa SMME of the Year Award erhalten wird.

## Teilnahmebedingungen
Zur Teilnahme am SMME-Award sind folgende Kriterien zu erfüllen:
- Online-Teilnahmeformular des Africagrowth Institutes bis spätestens dem 31. Juli des jeweiligen Jahres ausgefüllt und eingeschickt haben.
- weniger als 200 Arbeitnehmer
- Umsatz zwischen R40.000 und R10.000.000
- Hauptsitz in Afrika
- Anmeldung im Handelsregister eines afrikanischen Landes
- Unternehmen muss bereits mindestens zwei Jahre tätig sein
- Unternehmen darf keine Zweigstelle eines anderen Unternehmens sein

## Übersicht aller SMME-Preise
|                                  | Kategorien in deutscher Bezeichnung    | Beschreibung |
| Industrial Sector Award          | Preis für das industrielle Gewerbe     | Dieser Preis wird ausschließlich Produzenten, Elektrizitätserzeuger, Gas- und Wasserversorger, Bauunternehmen, Bergbauunternehmen und Landwirtschaftsunternehmen vergeben.                                                                            |
| Trade Sector Award               | Preis für das Handelsgewerbe           | Dieser Preis wird ausschließlich Großhandelsunternehmen, Einzelhandelsunternehmen sowie an Kunst- und Handwerksbetrieben vergeben. |
| Services Sector Award            | Preis für den Dienstleistungssektor    | Dieser Preis wird an Transportunternehmen, Finanzunternehmen, Unternehmensdienstleister, Lagerhaltungsunternehmen, Kommunikationsunternehmen, an Unternehmen in der Tourismusbranche sowie an Unternehmen des Hotel- und Gaststättengewerbe vergeben. |
| Best New Business Award          | Preis für die beste Unternehmung       | Dieser Preis wird an Unternehmen vergeben, die herausragende und messbare Resultate bei der Schaffung eines neuen Unternehmens erzielt haben und die Firmengründung weniger als drei Jahre zurückliegt.                                               |
| Most Innovative Enterprise Award | Preis für das innovativste Unternehmen | Dieser Preis wird Unternehmen verliehen, welche ein geniales Konzept erstellt, dieses dann gefertigt haben sowie die Fähigkeit haben dieses anzupassen und Weiterzuentwickeln sowie messbare Resultate hervorbringen.                                 |
| Young Enterprise Award           | ???                                    | Dieser Preis wird an Unternehmen verliehen, derer Business Director oder Firmeneigentümer unter 30 Jahre alt ist und eine herausragende Leistung erbracht hat mit messbarem Erfolg.                                                                   |
| Africa SMME of the Year Award    | SMME-Preis des Jahres                  | Der Gewinner dieses Preises wird aus den Siegern der obigen Kategorien ausgewählt. |